# Carl Remigius Fresenius
Carl Remigius Fresenius (né le 28 décembre 1818 à Francfort-sur-le-Main  et mort le 11 juin 1897), est un chimiste allemand connu pour ses études dans le domaine de la chimie analytique.

## Biographie
Il effectua tout d'abord un apprentissage dans une pharmacie de Francfort. Durant cette période il suivit les cours de Rudolf Böttger en chimie et en physique au physikalischen Verein.
Déjà au cours de son deuxième semestre d'études de chimie, il rédigea en 1841 son livre de conseils de base sur les analyses chimiques quantitatives, qui eut au total 17 éditions. Puis il entra à l'université de Bonn en 1840. De 1842 à 1845, il devint assistant dans le laboratoire de Justus von Liebig à Giessen. En 1843, il y obtint un poste de professeur assistant. La deuxième édition de son ouvrage sur les analyses chimiques reçut une préface élogieuse de Justus von Liebig qui l'employa également comme manuel d'enseignement dans son laboratoire. En reconnaissance pour ce travail, il obtint le 23 juillet 1842 son titre de docteur.
Le 23 juin 1843, Fresenius obtint son habilitation et obtint un poste de Privatdozent. Ses recherches avaient pour but de mettre au point une détermination quantitative de l'arsenic. En septembre 1845, il reçut un poste de professeur de chimie, physique et technologie au herzoglich-nassauische Landwirtschaftliche Institut auf dem Hof Geisberg près de Wiesbaden.
Au printemps 1848, il ouvrit son laboratoire de chimie dans une maison qu'il avait acquis. Ce laboratoire devint plus tard un service propre puis fut agrandi en une académie professionnelle.
Il mourut en 1897 et fut inhumé à Wiesbaden, sa tombe se trouvant encore dans le vieux cimetière de Wiesbaden.

## Ouvrages
- Précis d'analyse chimique qualitative, Fortin, Masson et Cie (Paris), 1845. Texte en ligne disponible sur LillOnum
- Traité d'analyse chimique quantitative, F. Savy (Paris), 1867. Texte en ligne disponible sur LillOnum
- Traité d'analyse chimique qualitative, F. Savy (Paris), 1875. Texte en ligne disponible sur LillOnum